# Halawa
Halawa è un census-designated place degli Stati Uniti d'America, nella contea di Honolulu, nello stato delle Hawaii.